# Bilsanda
Bilsanda è una suddivisione dell'India, classificata come nagar panchayat, di 13.474 abitanti, situata nel distretto di Pilibhit, nello stato federato dell'Uttar Pradesh. In base al numero di abitanti la città rientra nella classe IV (da 10.000 a 19.999 persone).

## Geografia fisica
La città è situata a 28° 15' 0 N e 79° 57' 0 E e ha un'altitudine di 160 m s.l.m..

## Società

### Evoluzione demografica
Al censimento del 2001 la popolazione di Bilsanda assommava a 13.474 persone, delle quali 7.157 maschi e 6.317 femmine. I bambini di età inferiore o uguale ai sei anni assommavano a 2.192, dei quali 1.116 maschi e 1.076 femmine. Infine, coloro che erano in grado di saper almeno leggere e scrivere erano 7.256, dei quali 4.275 maschi e 2.981 femmine.